# Nationalpark Médanos
Der Médanos-Nationalpark oder Médanos-de-Coro-Nationalpark (spanisch Parque Nacional Los Médanos de Coro) ist ein Nationalpark in Venezuela. Er liegt im Bundesstaat Falcón an der Landenge von Médanos, die zur Halbinsel Paraguaná führt. Der Park wurde 1974 gegründet.
Der Nationalpark umfasst 91.280 Hektar Wüste, Küste und Salzwiese. Die großen Dünen („Médanos“) erstrecken sich über eine Länge von fünf bis 30 Kilometern und können bis zu 40 Meter hoch werden. Durch starke Winde ändern sie ständig ihre Form. Wegen der sehr seltenen Niederschläge besteht die Flora aus stacheligen Sträuchern. Die Fauna ist ebenso spärlich und besteht hauptsächlich aus Echsen, Hasen, Ameisenbären, Füchsen, Tauben und Falken. Der Nationalpark ist per Bus oder Taxi von der nahegelegenen Stadt Coro aus zu erreichen.
Im Dezember 1999 bildeten sich im Park durch Starkregen vier Lagunen in den Dünen. Solche Formationen waren nach den Erfahrungen der Nationalparkwächter vorher noch nicht vorgekommen.

## Bibliographie
- Goddard, D. und Picard, Y.X.: Los médanos de Coro: composición, granulometría y migración de las arenas., Ministerio de Energía y Minas, Venezuela, División de Geología Marina, Caracas 1973, 13 S.
- Hernández Baño, A. und Trujillo, M.T.: Secretos de los Médanos de Coro. Serie Historia regional no. 1, Coro, Instituto de Cultura del Estado Falcón, Instituto Nacional de Parques, Caracas 1986, 92 S.
- Morales, P.R.:Estudio de los médanos de Venezuela: evidencias de un clima desértico. Acta Biológica de Venezuela, 1979, 10: 19–49.
- Roa-Morales, P.: Génesis de los médanos de los Llanos de Venezuela., Universidad de Zulia, Maracaibo 1979, 4 S.